# 国訳大蔵経
国訳大蔵経（國譯大藏經、こくやくだいぞうきょう）とは、大乗仏教の漢訳大蔵経を日本語訳した大蔵経（一切経）の1つ。漢訳仏典の中から、日本の各宗派と関連が深い主要な仏典を選んで編纂・日本語訳している。國民文庫刊行会によって経部は1917年～1918年に和綴本12帙48冊で刊行され版を重ねた後、菊版の洋装にて再版発行された。それ以外は1930年～1939年に刊行された。この版は現在、近代デジタルライブラリーにて全文閲覧できる。
復刻版は1974年より第一書房が出版している。

## 構成
経部が14巻、論部が15巻、付録が2巻、合計31巻から成る。
- 経部 --- 全14巻
  - 第1巻 - 法華三部経、浄土三部経
  - 第2巻 - 般若経（大品）
  - 第3巻 - 大般若経・第十般若理趣分、金剛経、仁王経、般若心経、勝鬘経
  - 第4巻 - 円覚経、入楞伽経、首楞厳経
  - 第5巻 - 華厳経
  - 第6巻 - 華厳経
  - 第7巻 - 華厳経
  - 第8巻 - 涅槃経
  - 第9巻 - 涅槃経
  - 第10巻 - 維摩経、大日経、解深密経など
  - 第11巻 - 金光明経、過去現在因果経、遺教経、四十二章経、尸迦羅越六方礼経など
  - 第12巻 - 弥蘭陀王問経、法句経、長老偈、長老尼偈
  - 第13巻 - 仏本行集経
  - 第14巻 - 仏本行集経
- 論部 --- 全15巻
  - 第1巻 - 大智度論
  - 第2巻 - 大智度論
  - 第3巻 - 大智度論
  - 第4巻 - 大智度論
  - 第5巻 - 大乗起信論、中論、百論、十二門論、十住毘婆沙論易行品、無量寿経優婆提舎願生偈、妙法蓮華経優婆提舎など
  - 第6巻 - 瑜伽師地論
  - 第7巻 - 瑜伽師地論
  - 第8巻 - 瑜伽師地論
  - 第9巻 - 瑜伽師地論
  - 第10巻 - 成唯識論、摂大乗論
  - 第11巻 - 倶舎論
  - 第12巻 - 倶舎論
  - 第13巻 - 倶舎論、入阿毘達磨論、十地経論、異部宗輪論
  - 第14巻 - 大品・小品
  - 第15巻 - 成実論、因明入正理論
- 付録（戒律研究） --- 全2巻

## 編集者ら
- 宇井伯寿
- 衛藤即応
- 荻原雲来
- 干潟竜祥
- 境野黄洋
- 佐伯定胤
- 山上曹源
- 清水梁山
- 島地大等
- 保坂玉泉
- 木村泰賢
- 立花俊道